# 1906 Naef
1906 Naef eller 1972 RC är en asteroid i huvudbältet som upptäcktes den 5 september 1972 av den Schweiziska astronomen Paul Wild vid Observatorium Zimmerwald. Den har fått sitt namn efter Robert A. Naef.
Asteroiden har en diameter på ungefär 7 kilometer och den tillhör asteroidgruppen Vesta.